# Mika Nakashima
Mika Nakashima (美嘉 中島?; Hioki, 19 febbraio 1983) è una cantante, modella e attrice giapponese.
Cinque dei suoi album in studio, uno dei suoi mini-album e uno sua compilation hanno raggiunto il numero uno nella classifica degli Oricon. Ha anche intrapreso una carriera nella recitazione, in particolare nei panni di Nana Osaki negli adattamenti cinematografici live del manga Nana. Ha venduto 10 milioni di dischi in Giappone.

## Biografia
Nata e cresciuta nel Kyūshū, è cresciuta nella piccola città di Hioki, Kagoshima. Ha iniziato ad ascoltare la cantante di enka Segawa Eiko e ha studiato danza classica giapponese, ma amando il trucco, sperava un giorno di lavorare per le riviste di moda poiché era troppo bassa per diventare una modella. Nakashima ha deciso di non frequentare il liceo dopo aver completato la scuola media superiore obbligatoria e ha iniziato a lavorare all'età di 15 anni a Fukuoka. All'età di 17 anni, ha partecipato a un provino ed è stata scelta tra 3.000 ragazze come protagonista femminile nell'autunno del 2001 del drama TV Fuji Kizudarake no Love Song.
Ha cantato la colonna sonora "Stars", che è diventata anche il suo debutto in Sony Music Associated Records e continua ad essere il suo singolo più venduto. I suoi prossimi cinque singoli furono i primi 10 successi e dimostrarono la crescente popolarità di Nakashima. Durante i successivi anni vende milioni di album, vincendo premi, a partire dal prestigioso premio "Nuovo artista dell'anno" dal 44º Japan Record Awards. Nel 2005 la carriera di recitazione di Nakashima è iniziata nel famoso film Nana, per il quale ha cantato una delle canzoni a tema, Glamorous Sky, scritta dalla mangaka Ai Yazawa e da Hyde, cantante e compositore del gruppo L'Arc-en-Ciel. Il singolo ha venduto un milione di copie nel 2005 e nel 2006.

### Vita privata
Dal 2004 al 2008 ha avuto una relazione con l'attore Masatoshi Nagase. I due si separarono definitivamente nella primavera del 2008.

## Filmografia

### Cinema
- Gûzen nimo saiaku na shônen, regia di Su-yeon Gu (2003)
- Nana, regia di Kentarō Ōtani (2005)
- Nana 2, regia di Kentarō Ōtani (2006)
- Resident Evil: Afterlife, regia di Paul W. S. Anderson (2010)
- Resident Evil: Retribution, regia di Paul W. S. Anderson (2012)
- Sanbun no ichi, regia di Hiroshi Shinagawa (2014)

### Televisione
- Kizudarake No Love Song (傷だらけのラブソング) (2001) – Shimazaki Mirai
- Shiritsu Tantei Hama Mike (私立探偵濱マイク) (2002) – Comparsa
- Omotesando Koukou Gasshoubu (表参道高校合唱部) (2015) – Kamishima Kana
- Unubore Deka (うぬぼれ刑事?) – serie TV (2010)

## Discografia parziale
- 2002 - True
- 2002 - Resistance (EP)
- 2003 - Love
- 2004 - Oborozukiyo: Inori (EP)
- 2005 - Music
- 2005 - Best
- 2006 - The End
- 2007 - Yes
- 2008 - Voice
- 2009 - No More Rules
- 2010 - Star
- 2013 - Real